# Mortal Kombat: Legacy
Mortal Kombat: Legacy è una webserie statunitense, che ha debuttato sul canale YouTube di Machinima.com l'11 aprile 2011. Lo show è un adattamento dell'universo fittizio della serie di videogiochi Mortal Kombat. La premessa della serie è stata pubblicata con un breve cortometraggio, intitolato Mortal Kombat: Rebirth dal regista Kevin Tancharoen: lo scopo iniziale del direttore era rendere più realistica la trama di Mortal Kombat per ottenere da Warner Bros. il permesso di realizzare un film altrettanto realistico. Warner Bros. negò il permesso di girare il film, nonostante la ricezione positiva dei fan, ma Tancharoen ottenne il via libera per creare una serie web.Mortal Kombat: Legacy è ambientato prima degli eventi del decimo torneo e narra il passato di alcuni dei protagonisti, mostrando le ragioni che li hanno indotti a partecipare alla competizione, su cui è basato il primo gioco. La serie non è lineare: ciascun episodio è indipendente dagli altri ed è incentrato su determinati personaggi.

## Produzione

### Concezione
L'8 giugno 2010, Mortal Kombat: Rebirth fu pubblicato su YouTube, generando confusione sulla sua origine e sui suoi scopi. Scritto e diretto da Kevin Tancharoen con budget di 7 500 dollari, è stato ultimato in due mesi prima di essere mostrato a Warner Bros. Il regista era inizialmente intenzionato a mostrarlo a un suo amico su YouTube, attraverso una visualizzazione privata, ma lo rese accidentalmente pubblico, suscitando tuttavia una reazione generalmente positiva da parte dei fan. I produttori della WB non diedero il permesso per la produzione di un film, ma lasciarono via libera a Tancharoen per la creazione di una web series. Il passo finale fu quello di convincere Ed Boon, co-creatore della serie di Mortal Kombat e direttore generale dei NetherRealm Studios, che aveva pubblicato l'ultimo capitolo della saga, a dare il consenso per la creazione della serie. Boon fu impressionato dal lavoro di Tancharoen, ma non del tutto convinto dell'universo realistico che il regista aveva immaginato. Dopo aver incontrato Tancharoen, Boon fu colpito dal suo entusiasmo ed entrò nel team.

### Pubblicazione
Mortal Kombat: Legacy è composta da 9 episodi, dalla durata compresa tra gli 8 e i 12 minuti, scritti da Tancharoen, Todd Helbing e Aaron Helbing, i creatori di Spartacus - Sangue e sabbia. Quando Kevin Tancharoen scrisse Mortal Kombat: Rebirth, si ispirò alla trama ventennale della serie videoludica, ambientata in un mondo fantastico, e l'adattò a uno svolgimento nel mondo reale. I nomi e le caratteristiche distintive dei personaggi non furono modificate, così come il torneo di Mortal Kombat, intorno al quale gira la storia di ciascun lottatore; tuttavia, furono apportati alcuni cambiamenti, come nel caso di Reptile e Baraka, per rendere alcuni personaggi più consoni alla nuova ambientazione. Non venne fatto alcun riferimento all'esistenza di regni alternativi o stregoneria. Questo nuovo approccio indusse Ed Boon ad affermare che Rebirth avesse "superato il limite" nel reimmaginare l'universo della serie. Warner Bros., tuttavia, fu interessata al nuovo stile. Per Legacy, Tancharoen collaborò con Boon, Warner Bros. e NetherRealm Studios e promise ai fan che la web series avrebbe mantenuto le impostazioni di Rebirth, senza però eliminare il misticismo tipico della saga videoludica. Il budget ridotto costrinse il regista ad ambientare gli episodi in un mondo realistico, per evitare i costi dovuti all'uso degli effetti speciali di un mondo fantastico. Riguardo al coinvolgimento di Boon, Tancharoen disse che la sua presenza "era funzionale al rispetto dei canoni della serie", ma che permise al regista di inserire alcune delle sue idee.
I primi due episodi sono ambientati in un mondo realistico. Il terzo ne segue l'impostazione, ma termina con una manifestazione di poteri sovrannaturali quando Shang Tsung ferma il tempo per parlare con Johnny Cage. Gli episodi 4 e 5 sono la manifestazione dei problemi legati al mix di realismo e misticismo: Baraka ha lo stesso aspetto che possiede nel gioco e viene mostrata l'esistenza di più regni e della stregoneria. Al regista fu contestato l'abbandono dell'impostazione di Rebirth, nonostante Tancharoen avesse più volte detto che sarebbe stato incluso l'elemento mistico. In un'intervista condotta da IGN il 16 maggio 2011, il regista dichiarò che alcuni episodi potevano essere adattati al mondo reale senza problemi, ma altri erano troppo legati all'universo sovrannaturale per essere convertiti al nuovo stile. L'episodio 6 presenta una nota di Tancharoen indirizzata ai fan. Si legge: "Il seguente episodio rappresenta il mio approccio all'universo di Mortal Kombat. Penso che unisca una perfetta quantità di realismo a un pizzico di misticismo. Spero che vi piaccia."

## Cast
Michael Jai White, Jeri Ryan, Matt Mullins e Ian Anthony Dale conservano i loro ruoli di Mortal Kombat: Rebirth, rispettivamente come Jax, Sonya Blade, Johnny Cage e Scorpion. L'episodio 4 presenta Aleks Paunovic come Shao Kahn, Jolene Tran come Mileena, Kirby Morrow come re Jerrod e Beatrice King come Sindel. I personaggi di Sub-Zero (Kevan Ohtsji), Sektor (Peter Shinkoda) e Cyrax (Shane Warren Jones) furono rivelati nel trailer ufficiale dell'11 aprile 2011. Fu rivelato che Ryan Robbins avrebbe interpretato Raiden e, nei crediti dell'episodio 7, che Michael Rogers avrebbe rivestito i panni di Quan Chi. Ed Boon fa una breve apparizione nell'episodio 3, incentrato sulla storia di Johnny Cage, nel ruolo di Ed Goodman, un produttore TV che aveva già lavorato con Cage.
Il 9 aprile 2011, Tancharoen ha rivelato a Hadoken.com che Liu Kang e Kung Lao appariranno in un'eventuale seconda stagione. In un'intervista con il regista del 10 maggio 2011, Movieweb ha rivelato che Goro e Kabal saranno inclusi nella stagione 2. Si ventila l'ipotesi dell'inserimento di un personaggio inedito: si tratta del fratello di Goro, Durak. Lo stunt-coordinator Larnell Stovall si è detto interessato ad includere Kenshi e Nightwolf nella nuova stagione.

## Webisodi

### Prima stagione
| nº |                               | Titolo italiano | Pubblicazione originale | Pubblicazione italiana |
| -- | ----------------------------- | --------------- | ----------------------- | ---------------------- |
| 1  | Jax, Sonya and Kano: Part 1   |                 | 11 aprile 2011          | inedito                |
| 2  | Jax, Sonya and Kano: Part 2   |                 | 18 aprile 2011          | inedito                |
| 3  | Johnny Cage                   |                 | 25 aprile 2011          | inedito                |
| 4  | Kitana & Mileena: Part 1      |                 | 2 maggio 2011           | inedito                |
| 5  | Kitana & Mileena: Part 2      |                 | 9 maggio 2011           | inedito                |
| 6  | Raiden                        |                 | 16 maggio 2011          | inedito                |
| 7  | Scorpion and Sub Zero: Part 1 |                 | 23 maggio 2011          | inedito                |
| 8  | Scorpion and Sub Zero: Part 2 |                 | 31 maggio 2011          | inedito                |
| 9  | Cyrax and Sektor              |                 | 24 luglio 2011          | inedito                |

### Seconda stagione
| nº |                                               | Titolo italiano | Pubblicazione originale | Pubblicazione italiana |
| -- | --------------------------------------------- | --------------- | ----------------------- | ---------------------- |
| 1  | Liu Kang and Kung Lao Reunite in Macau        |                 | 26 settembre 2013       | inedito                |
| 2  | The Cause of Liu Kangs Fall is Revealed       |                 | 26 settembre 2013       | inedito                |
| 3  | Kenshi's Origin Story Begins                  |                 | 26 settembre 2013       | inedito                |
| 4  | Kenshi Encounters Ermac in Past and Present   |                 | 26 settembre 2013       | inedito                |
| 5  | Kitana and Mileena Arrive at the Tournament   |                 | 26 settembre 2013       | inedito                |
| 6  | Johnny Cage is Recruited                      |                 | 26 settembre 2013       | inedito                |
| 7  | Scorpion and Sub-Zero Form a Truce            |                 | 26 settembre 2013       | inedito                |
| 8  | Scorpion and Sub-Zero Battle                  |                 | 26 settembre 2013       | inedito                |
| 9  | Liu Kang is Approached to Fight for Outworld  |                 | 26 settembre 2013       | inedito                |
| 10 | Liu Kang and Kung Lao Meet on the Battlefield |                 | 26 settembre 2013       | inedito                |